# جايسون ستيوارت (منافس ألعاب قوى)
جايسون ستيوارت (بالإنجليزية: Jason Stewart) هو منافس ألعاب قوى نيوزيلندي، ولد في 21 نوفمبر 1981 في نيبيار في نيوزيلندا.

## وصلات خارجية
- جايسون ستيوارت على موقع الاتحاد الدولي لألعاب القوى (الإنجليزية)
- جايسون ستيوارت على موقع أوليمبيديا (الإنجليزية)